# Landkreis Leonberg
Der Landkreis Leonberg war ein Landkreis in Baden-Württemberg, der im Zuge der Kreisreform am 1. Januar 1973 aufgelöst wurde.

## Geografie

### Lage
Der Landkreis Leonberg lag in der Mitte Baden-Württembergs.
Geografisch hatte er Anteil an den östlichen Ausläufern des Schwarzwalds und am Strohgäu.

### Nachbarkreise
Seine Nachbarkreise waren 1972 im Uhrzeigersinn beginnend im Norden die Landkreise Vaihingen, Ludwigsburg, der Stadtkreis Stuttgart, die Landkreise Böblingen, Calw, Pforzheim und der Stadtkreis Pforzheim.

## Geschichte
Das Gebiet des Landkreises Leonberg gehörte bereits vor 1800 überwiegend zu Württemberg sowie zur Reichsstadt Weil der Stadt. Daher gab es auch schon vor 1800 das Oberamt Leonberg. Ab 1807 wurde das Oberamt Leonberg vergrößert. Ab 1810 gehörte es zur Landvogtei Rothenberg und ab 1818 zum Neckarkreis, der 1924 aufgelöst wurde. Am 30. Januar 1934 wurde das Oberamt Leonberg in Kreis Leonberg umbenannt und am 1. Oktober 1938 erhielt dieser seine zuletzt bekannte Erweiterung. 1945 kam er zum neugebildeten Land Württemberg-Baden, das 1952 im Bundesland Baden-Württemberg aufging. Von da an gehörte er zum Regierungsbezirk Nordwürttemberg, der den württembergischen Teil Württemberg-Badens umfasste.
Mit Wirkung vom 1. Januar 1973 wurde der Landkreis Leonberg aufgelöst. Der größere südliche Teil des Kreises, darunter die Kreisstadt Leonberg selbst, ging im vergrößerten Landkreis Böblingen auf, der nördliche Teil wurden dem vergrößerten Landkreis Ludwigsburg, einige Gemeinden dem neu gebildeten Enzkreis zugeschlagen. Rechtsnachfolger des Landkreises Leonberg wurde der Landkreis Böblingen.

### Einwohnerentwicklung
Alle Einwohnerzahlen sind Volkszählungsergebnisse.
| Jahr               | Einwohner |
| ------------------ | --------- |
| 17. Mai 1939       | 44.995    |
| 13. September 1950 | 65.275    |

| Jahr         | Einwohner |
| ------------ | --------- |
| 6. Juni 1961 | 99.219    |
| 27. Mai 1970 | 132.408   |

## Politik

### Landrat
Die Landräte des Landkreises Leonberg 1938–1972:
- 1938–1945: Otto Meditsch
- 1945–1948: Ludwig Schröter[2]
- 1948–1954: Friedrich Michael Jetter
- 1954–1972: Wolfgang Ramsauer

Die Oberamtmänner des früheren Oberamts Leonberg von 1796 bis 1938 sind im Artikel Oberamt Leonberg dargestellt.

### Wappen
Das Wappen des Landkreises Leonberg zeigte in Gold einen aufrecht stehenden schwarzen Löwen, der in den Vorderpranken einen aufrechten roten Schlüssel mit einem Kreuz statt des Griffs hält. Das Wappen wurde vom Kreistag des Landkreises Leonberg am 28. September 1956 angenommen. Eine Verleihung durch das Innenministerium, die eigentlich erforderlich gewesen wäre, scheint nicht stattgefunden zu haben.
Der Löwe ist dem Wappen der Kreisstadt Leonberg entnommen. Der Schlüssel findet sich im Wappen von Weil der Stadt („Hinteramt“), und das Kreuz symbolisiert das so genannte „Vorderamt“ mit Korntal.
Das am damaligen Landratsamt und späteren Leonberger Rathaus angebrachte Mosaikwappen des Bildhauers Fritz Melis fand im Jahr 2017 auf dem Garagendeck des Rathaus-Neubaus einen neuen Platz.

## Wirtschaft und Infrastruktur

### Verkehr
Durch das ehemalige Kreisgebiet führen die Bundesautobahnen 8 und 81, die sich am heutigen Dreieck Leonberg (zu der Zeit, als der Landkreis Leonberg noch bestand, als Autobahndreieck Stuttgart bezeichnet) treffen. Ferner gibt es die Bundesstraßen 10 und 295 und mehrere Landes- und Kreisstraßen.

## Gemeinden
Zum Landkreis Leonberg gehörten ab 1. Oktober 1938 zunächst 27 Gemeinden, davon 3 Städte (Leonberg, Heimsheim und Weil der Stadt). 1958 wurden auch Gerlingen und Korntal (heute Korntal-Münchingen) zu Städten erhoben; Ditzingen folgte 1966.
Am 7. März 1968 stellte der Landtag von Baden-Württemberg die Weichen für eine Gemeindereform. Mit dem Gesetz zur Stärkung der Verwaltungskraft kleinerer Gemeinden war es möglich, dass sich kleinere Gemeinden freiwillig zu größeren Gemeinden vereinigen konnten. Den Anfang im Landkreis Leonberg machte am 1. Juli 1971 die Gemeinde Schöckingen, die in die Stadt Ditzingen eingegliedert wurde. In der Folgezeit reduzierte sich die Zahl der Gemeinden stetig, bis der Landkreis Leonberg schließlich am 1. Januar 1973 aufgelöst wurde.
Größte Gemeinde des Landkreises war die Kreisstadt Leonberg, die seit dem 1. Oktober 1963 eine Große Kreisstadt ist, kleinste Gemeinde war Hausen an der Würm.
In der Tabelle stehen die Gemeinden des Landkreises Leonberg vor der Gemeindereform. Die Einwohnerangaben beziehen sich auf die Volkszählungsergebnisse in den Jahren 1961 und 1970.
| frühere Gemeinde           | heutige Gemeinde   | heutiger Landkreis | Einwohner am 6. Juni 1961 | Einwohner am 27. Mai 1970 |
| -------------------------- | ------------------ | ------------------ | ------------------------- | ------------------------- |
| Ditzingen                  | Ditzingen          | Ludwigsburg        | 8.725                     | 11.591                    |
| Flacht                     | Weissach           | Böblingen          | 1.099                     | 1.657                     |
| Friolzheim                 | Friolzheim         | Enzkreis           | 1.235                     | 1.998                     |
| Gebersheim                 | Leonberg           | Böblingen          | 850                       | 1.208                     |
| Gerlingen, Stadt           | Gerlingen          | Ludwigsburg        | 13.706                    | 18.191                    |
| Hausen an der Würm         | Weil der Stadt     | Böblingen          | 507                       | 576                       |
| Heimerdingen               | Ditzingen          | Ludwigsburg        | 1.429                     | 2.193                     |
| Heimsheim, Stadt           | Heimsheim          | Enzkreis           | 1.899                     | 2.757                     |
| Hemmingen                  | Hemmingen          | Ludwigsburg        | 1.922                     | 3.025                     |
| Hirschlanden               | Ditzingen          | Ludwigsburg        | 1.191                     | 3.257                     |
| Höfingen                   | Leonberg           | Böblingen          | 3.383                     | 4.793                     |
| Korntal, Stadt             | Korntal-Münchingen | Ludwigsburg        | 8.510                     | 9.302                     |
| Leonberg, Große Kreisstadt | Leonberg           | Böblingen          | 20.330                    | 24.995                    |
| Malmsheim                  | Renningen          | Böblingen          | 2.853                     | 3.696                     |
| Merklingen                 | Weil der Stadt     | Böblingen          | 3.119                     | 3.972                     |
| Mönsheim                   | Mönsheim           | Enzkreis           | 1.497                     | 1.974                     |
| Münchingen                 | Korntal-Münchingen | Ludwigsburg        | 4.831                     | 6.811                     |
| Münklingen                 | Weil der Stadt     | Böblingen          | 691                       | 1.003                     |
| Perouse                    | Rutesheim          | Böblingen          | 656                       | 861                       |
| Renningen                  | Renningen          | Böblingen          | 5.381                     | 6.737                     |
| Rutesheim                  | Rutesheim          | Böblingen          | 4.617                     | 6.858                     |
| Schafhausen                | Weil der Stadt     | Böblingen          | 1.100                     | 1.228                     |
| Schöckingen                | Ditzingen          | Ludwigsburg        | 758                       | 1.158                     |
| Warmbronn                  | Leonberg           | Böblingen          | 826                       | 2.267                     |
| Weil der Stadt, Stadt      | Weil der Stadt     | Böblingen          | 4.597                     | 5.687                     |
| Weissach                   | Weissach           | Böblingen          | 2.137                     | 2.798                     |
| Wimsheim                   | Wimsheim           | Enzkreis           | 1.370                     | 1.815                     |

## Kfz-Kennzeichen
Am 1. Juli 1956 wurde dem Landkreis bei der Einführung der bis heute gültigen Kfz-Kennzeichen das Unterscheidungszeichen LEO zugewiesen. Es wurde bis zum 31. Dezember 1972 ausgegeben. Seit dem 25. Februar 2013 ist es wieder im Landkreis Böblingen erhältlich.